# Sunderland Museum and Winter Gardens
Le Sunderland Museum and Winter Gardens (Musée de Sunderland et jardins d'hiver) est un musée municipal de  Sunderland, en Angleterre. Il contient le seul exemplaire britannique connu de reptile planeur, le plus ancien vertébré connu capable de vol plané. Le specimen a été découvert dans la carrière d'Eppleton. Le musée possède une collection d'importance nationale.

## Historique
L'établissement est installé en 1846, dans le bâtiment Athenaeum sur Fawcett Street, le premier musée financé par une municipalité dans le pays en dehors de Londres. La première acquisition de beaux-arts a été commandée par la Sunderland Corporation : une peinture de l'ouverture du nouveau South Dock en 1850. C'est peut-être la première fois qu'une œuvre d'art est commandée par un conseil municipal.
En 1879, le musée déménage dans un nouveau bâtiment plus grand, à côté du Parc Mowbray comprenant une bibliothèque et un jardin d'hiver sur le modèle du Crystal Palace. Le président américain Ulysses Grant est présent lors de la pose de la première pierre par l'échevin Samuel Storey, en 1877. Le bâtiment ouvre ses portes en 1879.
Pendant la Seconde Guerre mondiale, Winter Gardens est endommagé par une mine-parachute en 1941 ; plus tard il est démoli, une extension est réalisée dans les années 1960. En 2001, une loterie permet de financer une nouvelle extension du jardin d'hiver et améliore les installations.
Les jardins d'hiver contiennent plus de 2 000 fleurs et plantes.
En 2003, le musée est reconnu comme le musée le plus fréquenté en dehors de Londres.
Le musée contient une grande collection de poteries Sunderland Lustreware fabriquées localement. D'autres points forts du musée sont un lion naturalisé, acquis en 1879, les restes d'un morse ramené de Sibérie dans les années 1880 et la première voiture Nissan fabriquée à Sunderland.
Sont également présentés les restes squelettiques d'un homme.
La bibliothèque a déménagé en 1995 dans la nouvelle bibliothèque municipale et le centre des arts de la rue Fawcett (occupant une partie de l'ancien grand magasin Binns). Le déménagement a laissé plus d'espace pour les expositions. Le nouveau City Library Arts Centre abrite également la Northern Gallery for Contemporary Art, réputée comme l'une des principales salles pour les artistes émergents du nord de l'Angleterre.
John Morrison a écrit un mémoire après les deux ans et demi passés, à partir de 1918, à travailler au musée comme conservateur junior (parution dans la revue littéraire australienne « Overland » en 1968).
L.S. Lowry décrit sa découverte de Sunderland en 1960, après quoi il en fait sa deuxième maison : "Un jour, je voyageais au sud de Tyneside et j'ai réalisé que c'était ce que j'avais toujours recherché."
Le Sunderland Museum, avec six œuvres en propriété et 30 en prêt à long terme, possède une collection d'œuvres de Lowry surpassée seulement par  Salford et Manchester.